# Statistiche di Premiership Rugby
Tutte le statistiche sono aggiornate alla stagione 2024-25.

## Statistiche di squadra

### Albo d'oro ed eventuali finaliste
| Edizione | Edizione  | Campione     | Finalista    |
| -------- | --------- | ------------ | ------------ |
| 1        | 1987-88   | Leicester    | Girone unico |
| 2        | 1988-89   | Bath         | Girone unico |
| 3        | 1989-90   | Wasps        | Girone unico |
| 4        | 1990-91   | Bath         | Girone unico |
| 5        | 1991-92   | Bath         | Girone unico |
| 6        | 1992-93   | Bath         | Girone unico |
| 7        | 1993-94   | Bath         | Girone unico |
| 8        | 1994-95   | Leicester    | Girone unico |
| 9        | 1995-96   | Bath         | Girone unico |
| 10       | 1996-97   | Wasps        | Girone unico |
| 11       | 1997-98   | Newcastle    | Girone unico |
| 12       | 1998-99   | Leicester    | Girone unico |
| 13       | 1999-2000 | Leicester    | Girone unico |
| 14       | 2000-01   | Leicester    | Bath         |
| 15       | 2001-02   | Leicester    | Girone unico |
| 16       | 2002-03   | London Wasps | Gloucester   |
| 17       | 2003-04   | London Wasps | Bath         |
| 18       | 2004-05   | London Wasps | Leicester    |
| 19       | 2005-06   | Sale Sharks  | Gloucester   |
| 20       | 2006-07   | Leicester    | Leicester    |

| Edizione | Edizione | Campione     | Finalista    |
| -------- | -------- | ------------ | ------------ |
| 21       | 2007-08  | London Wasps | Leicester    |
| 22       | 2008-09  | Leicester    | London Irish |
| 23       | 2009-10  | Leicester    | Saracens     |
| 24       | 2010-11  | Saracens     | Leicester    |
| 25       | 2011-12  | Harlequins   | Leicester    |
| 26       | 2012-13  | Leicester    | Northampton  |
| 27       | 2013-14  | Northampton  | Saracens     |
| 28       | 2014-15  | Saracens     | Bath         |
| 29       | 2015-16  | Saracens     | Exeter       |
| 30       | 2016-17  | Exeter       | Wasps        |
| 31       | 2017-18  | Saracens     | Exeter       |
| 32       | 2018-19  | Saracens     | Exeter       |
| 33       | 2019-20  | Exeter       | Wasps        |
| 34       | 2020-21  | Harlequins   | Exeter       |
| 35       | 2021-22  | Leicester    | Saracens     |
| 36       | 2022-23  | Saracens     | Sale Sharks  |
| 37       | 2023-24  | Northampton  | Bath         |
| 38       | 2024-25  | Bath         | Leicester    |

### Riepilogo tornei vinti per club
| Club         | Vittorie | Edizioni |
| ------------ | -------- | --- |
| Leicester    | 11       | 1987-88 · 1994-95 · 1998-99 · 1999-2000 · 2000-01 · 2001-02 · 2006-07 · 2008-09 · 2009-10 · 2012-13 · 2021-22 |
| Bath         | 7        | 1988-89 · 1990-91 · 1991-92 · 1992-93 · 1993-94 · 1995-96 · 2024-25                                           |
| Saracens     | 6        | 2010-11 · 2014-15 · 2015-16 · 2017-18 · 2018-19 · 2022-23                                                     |
| London Wasps | 6        | 1989-90 · 1996-97 · 2002-03 · 2003-04 · 2004-05 · 2007-08                                                     |
| Exeter       | 2        | 2016-17 · 2019-20                                                                                             |
| Harlequins   | 2        | 2011-12 · 2020-21                                                                                             |
| Northampton  | 2        | 2013-14 · 2023-24                                                                                             |
| Newcastle    | 1        | 1997-98 |
| Sale Sharks  | 1        | 2005-06 |

## Statistiche individuali

### Migliori realizzatori dal 1998
| Edizione  | Record di punti                       | Record di mete                                                                |
| --------- | ------------------------------------- | ----------------------------------------------------------------------------- |
| 1997-98   | Michael Lynagh (Saracens), 279        | Dominic Chapman (Richmond), 17                                                |
| 1998-99   | John Schuster (Harlequins), 331       | Neil Back (Leicester), 16                                                     |
| 1999-2000 | Jarrod Cunningham (London Irish) ,324 | Iain Balshaw (Bath), 15                                                       |
| 2000-01   | Kenny Logan (London Wasps), 282       | Paul Sampson (London Wasps), 12                                               |
| 2001-02   | Barry Everitt (London Irish), 343     | Mark Cueto (Sale Sharks), 13                                                  |
| 2002-03   | Alex King (London Wasps), 284         | Steve Hanley (Sale Sharks), 14                                                |
| 2003-04   | Andy Goode (Saracens), 266            | Steve Hanley (Sale Sharks) Bruce Reihana (Northampton), 13                    |
| 2004-05   | Andy Goode (Leicester), 268           | Tom Voyce (London Wasps), 12                                                  |
| 2005-06   | Charlie Hodgson (Sale Sharks), 248    | Tom Varndell (Leicester), 14                                                  |
| 2006-07   | Glen Jackson (Saracens), 281          | David Lemi (Bristol), 11                                                      |
| 2007-08   | Andy Goode (Leicester), 207           | Tom Varndell (Leicester), 14                                                  |
| 2008-09   | Glen Jackson (Saracens), 239          | Joe Maddock (Bath), 11                                                        |
| 2009-10   | Jimmy Gopperth (Newcastle), 219       | Chris Ashton (Northampton), 16                                                |
| 2010-11   | Jimmy Gopperth (Newcastle), 230       | Alesana Tuilagi (Leicester), 13                                               |
| 2011-12   | Tom Homer (London Irish), 278         | Rob Miller (Sale Sharks), 10                                                  |
| 2012-13   | Nick Evans (Harlequins), 258          | Tom Varndell (Wasps), 13                                                      |
| 2013-14   | George Ford (Bath), 250               | Vereniki Goneva (Leicester), 12                                               |
| 2014-15   | Andy Goode (Wasps), 240               | Thomas Waldrom (Exeter), 16                                                   |
| 2015-16   | Gareth Steenson (Exeter), 258         | Thomas Waldrom (Exeter), 13                                                   |
| 2016-17   | Jimmy Gopperth (Wasps), 292           | Christian Wade (Wasps), 17                                                    |
| 2017-18   | Owen Farrell (Saracens), 217          | Vereniki Goneva (Newcastle) Christian Wade (Wasps) Josh Adams (Worcester), 13 |
| 2018-19   | George Ford (Leicester), 221          | Cobus Reinach (Northampton) Denny Solomona (Sale Sharks), 12                  |
| 2019-20   | Rhys Priestland (Bath), 206           | Ben Earl (Bristol) Ollie Thorley (Gloucester), 11                             |
| 2020-21   | Marcus Smith (Harlequins), 286        | Sam Simmonds (Exeter), 21                                                     |
| 2021-22   | George Ford (Leicester), 220          | Max Malins (Saracens), 16                                                     |
| 2022-23   | Paddy Jackson (London Irish), 205     | Cadan Murley (Harlequins), 15                                                 |
| 2023-24   | Henry Slade (Exeter), 155             | Ollie Sleightholme (Northampton), 14                                          |
| 2024-25   | Finn Russell (Bath), 183              | Gabriel Ibitoye (Bristol) Ollie Hassell-Collins (leicester), 13               |

### Punti realizzati

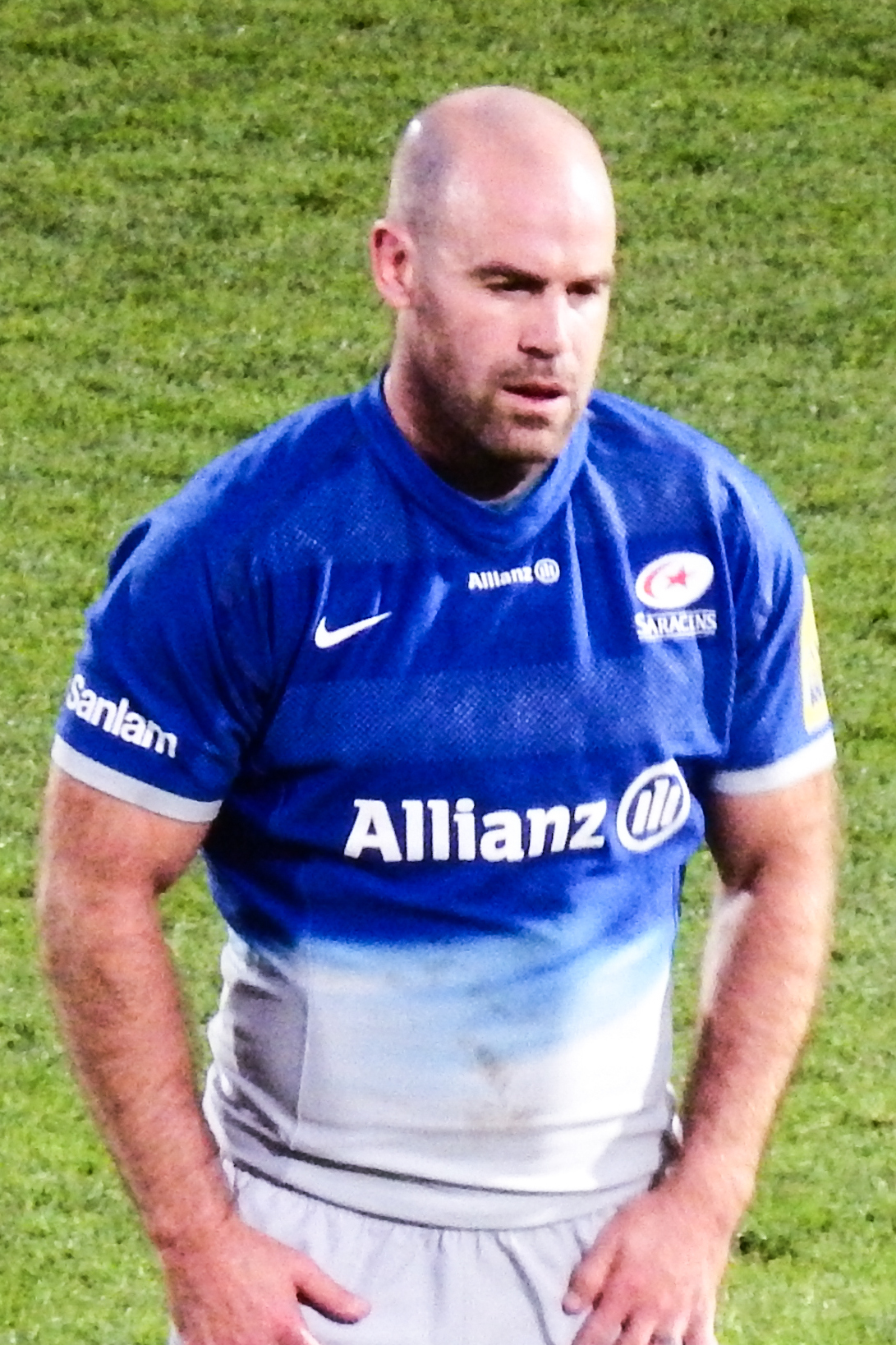
Charlie Hodgson, punti

| Stagioni  | Giocatore       | Punti | Squadre                                                 |
| --------- | --------------- | ----- | ------------------------------------------------------- |
| 2000-2016 | Charlie Hodgson | 2625  | Sale Sharks, Saracens                                   |
| 1998-2016 | Andy Goode      | 2285  | Leicester, Newcastle, Saracens, London Wasps, Worcester |
| 2009-     | George Ford     | 1922  | Bath, Leicester, Sale Sharks                            |
| 2006-2020 | Stephen Myler   | 1778  | London Irish, Northampton                               |
| 2008-2024 | Owen Farrell    | 1750  | Saracens                                                |
| 2009-2023 | Jimmy Gopperth  | 1737  | Leicester, Newcastle, Wasps                             |
| 2008-2017 | Nick Evans      | 1656  | Harlequins                                              |
| 2010-2020 | Gareth Steenson | 1651  | Exeter                                                  |
| 2001-2015 | Olly Barkley    | 1605  | Bath, Gloucester, London Welsh                          |
| 2008-2023 | Freddie Burns   | 1532  | Bath, Gloucester, Leicester                             |

### Mete realizzate

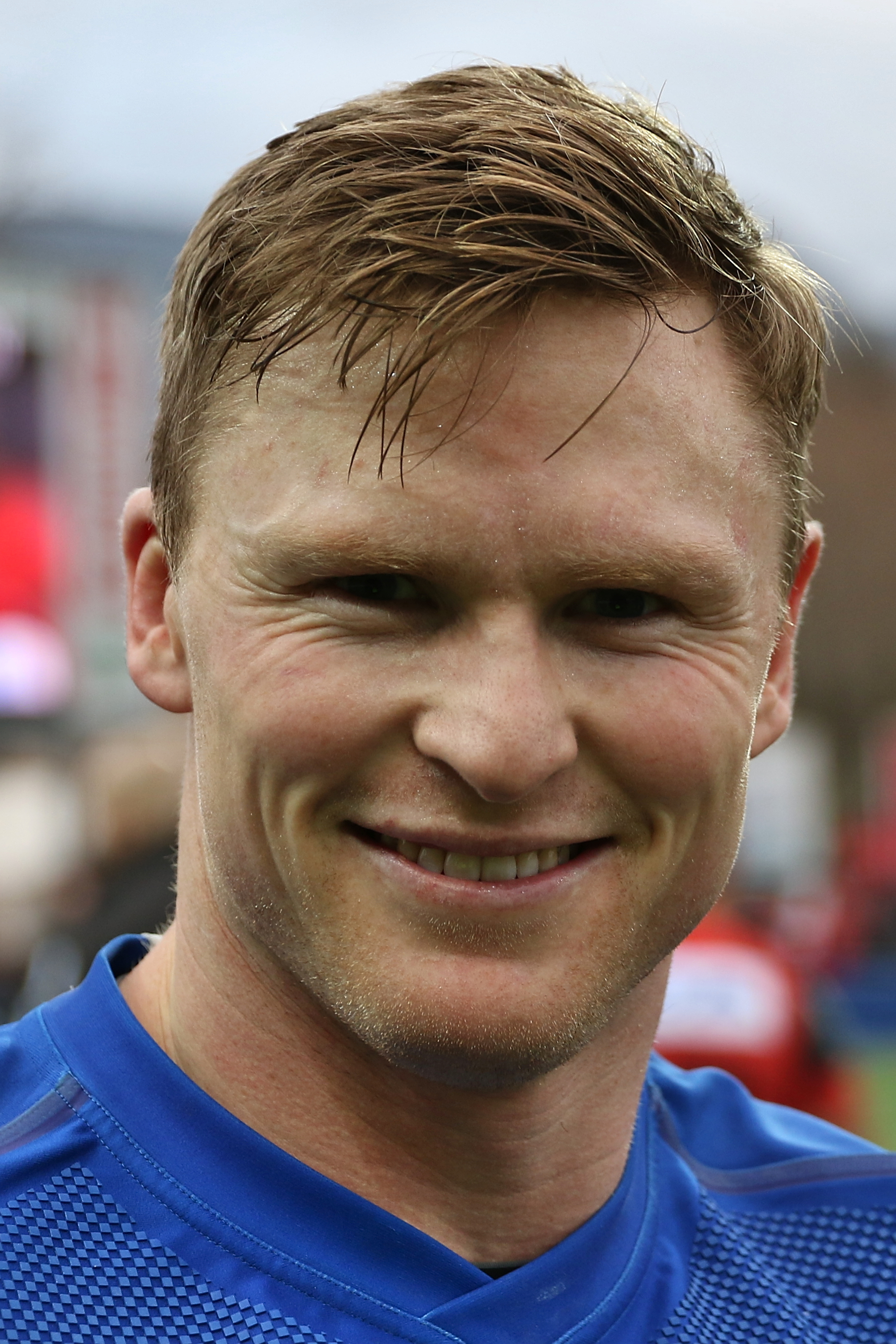
Chris Ashton, 101 mete

| Stagioni  | Giocatore      | Punti | Squadre                                                              |
| --------- | -------------- | ----- | -------------------------------------------------------------------- |
| 2007-2023 | Chris Ashton   | 101   | Northampton, Saracens, Sale Sharks, Harlequins, Worcester, Leicester |
| 2010-2019 | Christian Wade | 82    | Wasps, Gloucester                                                    |
| 2004-2018 | Tom Varndell   | 92    | Leicester, Wasps, Bristol                                            |
| 2001-2015 | Mark Cueto     | 90    | Sale Sharks                                                          |
| 2003-2025 | Danny Care     | 85    | Leeds, Harlequins                                                    |
| 2009-2024 | Jonny May      | 78    | Gloucester, Leicester                                                |
| 1998-2008 | Steve Hanley   | 75    | Sale Sharks                                                          |
| 2005-2025 | Mike Brown     | 72    | Harlequins, Newcastle, Leicester                                     |
| 2000-2014 | Paul Sackey    | 69    | London Irish, London Welsh, Harlequins                               |
| 2000-2013 | Tom Voyce      | 66    | Bath, Wasps, London Welsh, Gloucester                                |

### Presenze totali

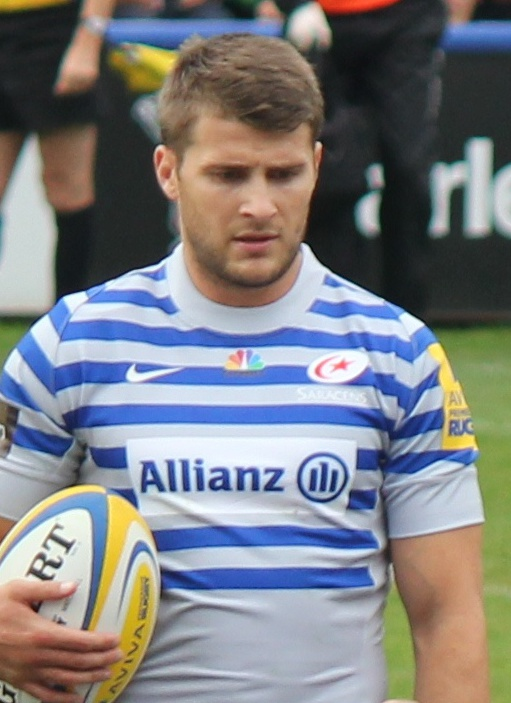
Richard Wigglesworth, 322 presenze

| Stagioni  | Giocatore            | Presenze | Squadre                           |
| --------- | -------------------- | -------- | --------------------------------- |
| 2002-2022 | Richard Wigglesworth | 322      | Sale Sharks, Saracens, Leicester  |
| 2005-2025 | Danny Care           | 294      | Leeds, Harlequins                 |
| 2009-     | Alex Waller          | 288      | Northampton                       |
| 2008-     | Alex Goode           | 283      | Saracens                          |
| 2005-2025 | Mike Brown           | 280      | Harlequins, Newcastle, Leicester  |
| 1998-2014 | Steve Borthwick      | 265      | Bath, Saracens                    |
| 2001-2017 | Phil Dowson          | 262      | Newcastle, Northampton, Worcester |
| 1997-2014 | George Chuter        | 262      | Saracens, Leicester               |
| 2000-2016 | Charlie Hodgson      | 254      | Sale Sharks, Saracens             |
|           | Dan Cole             | 253      |                                   |